# Charykh-Keyok Dorsa
I Charykh-Keyok Dorsa sono una struttura geologica della superficie di Venere.